# Пилиповичи (Радомышльский район)
Пилипо́вичи (укр. Пилиповичі) — село на Украине, находится в Радомышльском районе Житомирской области.
Код КОАТУУ — 1825087601. Население по переписи 2001 года составляет 510 человек. Почтовый индекс — 12253. Телефонный код — 4132. Занимает площадь 1,451 км².

## Адрес местного совета
12253, Житомирская область, Радомышльский р-н, с. Пилиповичи, ул. Чайковская, 3